# Главна статистическа служба (Полша)
Главната статистическа служба на Полша (на полски: Główny Urząd Statystyczny) е държавна статистическа организация, подчинена на правителството в Полша.
Тя е създадена през 1918 година. Седалището ѝ се намира в град Варшава.

## Ръководители
| Име                   | Период                              |
| Юзеф Бузек            | 8 ноември 1918 – 24 октомври 1929   |
| Едвард Щурм де Щрем   | 24 октомври 1929 – 1939             |
| няма                  | 1939 – 1945 (не съществува)         |
| Стефан Шулц           | 2 март 1945 – 22 август 1949        |
| Зигмунт Падович       | 22 август 1949 – 31 март 1965       |
| Винценти Кавалец      | 1 април 1965 – 29 март 1972         |
| Станислав Кужински    | 18 април 1972 – 24 август 1980      |
| Веслав Садовски       | 24 август 1980 – 4 януари 1989      |
| Франчишек Кубичек     | 5 януари 1989 – 15 януари 1991      |
| Бохдан Вижникевич     | 15 януари 1991 – 7 февруари 1992    |
| Юзеф Оленски          | 8 февруари 1992 – 31 октомври 1995  |
| Роман Савински (и.д.) | 31 октомври 1995 – 4 януари 1996    |
| Тадеуш Точински       | 5 януари 1996 – 27 април 2006       |
| Януш Витковски (и.д.) | 4 май 2006 – 26 октомври 2006       |
| Юзеф Оленски          | 26 октомври 2006 – 14 февруари 2011 |
| Януш Витковски (и.д.) | 15 февруари 2011 – 9 август 2011    |
| Януш Витковски        | 10 август 2011 – 31 март 2016       |
| Доминик Розкрут       | 8 юни 2016 – настояще               |